# Sąspów
Sąspów ist ein Dorf in Landgemeinde Gmina Jerzmanowice-Przeginia im Powiat Krakowski in der Woiwodschaft Kleinpolen im Süden Polens.